# Нью-Гейвен (округ Данн, Вісконсин)
Нью-Гейвен (англ. New Haven) — місто (англ. town) в США, в окрузі Данн штату Вісконсин. Населення — 673 особи (2020).

## Демографія
Згідно з переписом 2010 року, у місті мешкало 677 осіб у 266 домогосподарствах у складі 192 родин. Було 290 помешкань
Расовий склад населення:
| - 99,0 % — білих - 0,3 % — азіатів |

До двох чи більше рас належало 0,0 %. Частка іспаномовних становила 1,2 % від усіх жителів.
За віковим діапазоном населення розподілялося таким чином: 23,6 % — особи молодші 18 років, 62,5 % — особи у віці 18—64 років, 13,9 % — особи у віці 65 років та старші. Медіана віку мешканця становила 42,2 року. На 100 осіб жіночої статі у місті припадало 105,8 чоловіків;  на 100 жінок у віці від 18 років та старших — 111,0 чоловіків також старших 18 років.
Середній дохід на одне домашнє господарство  становив 59 559 доларів США (медіана — 59 688), а середній дохід на одну сім'ю — 66 612 долари (медіана — 64 063). Медіана доходів становила 40 909 доларів для чоловіків та 33 281 долар для жінок. За межею бідності перебувало 7,9 % осіб, у тому числі 3,5 % дітей у віці до 18 років та 10,7 % осіб у віці 65 років та старших.
Цивільне працевлаштоване населення становило 345 осіб. Основні галузі зайнятості: виробництво — 26,4 %, освіта, охорона здоров'я та соціальна допомога — 19,1 %, роздрібна торгівля — 12,8 %, сільське господарство, лісництво, риболовля — 9,0 %.